# Магдалена Саксонска (1507 – 1534)
Магдалена Саксонска (на немски: Magdalene von Sachsen, * 7 март 1507 в Дрезден, † 25 януари 1534 в Берлин) е дъщеря на херцог Георг от Саксония (1471-1539) и Барбара Ягелонка (1478–1534), дъщеря на полския крал Кажимеж IV Ягелончик.
На 6 ноември 1524 г. в Дрезден тя се омъжва за принц Йоахим II (1505–1571) от род Хоенцолерн, курфюрст на Бранденбург от 1535 до 1571 г. По желание на нейния баща те са венчани от Албрехт фон Бранденбург, архиепископът на Майнц. На сватбата им идват почти 3000 гости на коне, между тях 24 управляващи князе.
Тя умира на 27 години при раждане.

## Деца
Магдалена и Йоахим II имат 7 деца:
- Йохан Георг (1525–1598), курфюрст на Бранденбург
- Барбара (1527–1595)

∞ 1545 херцог Георг II фон Бриг (1523–1586)
- Елизабет (1528–1529)
- Фридрих IV (1530–1552), архиепископ на Магдебург
- Албрехт (*/† 1532)
- Георг (*/† 1532)
- Паул (*/† 1534)